# Liste des œuvres publiques du 6e arrondissement de Paris

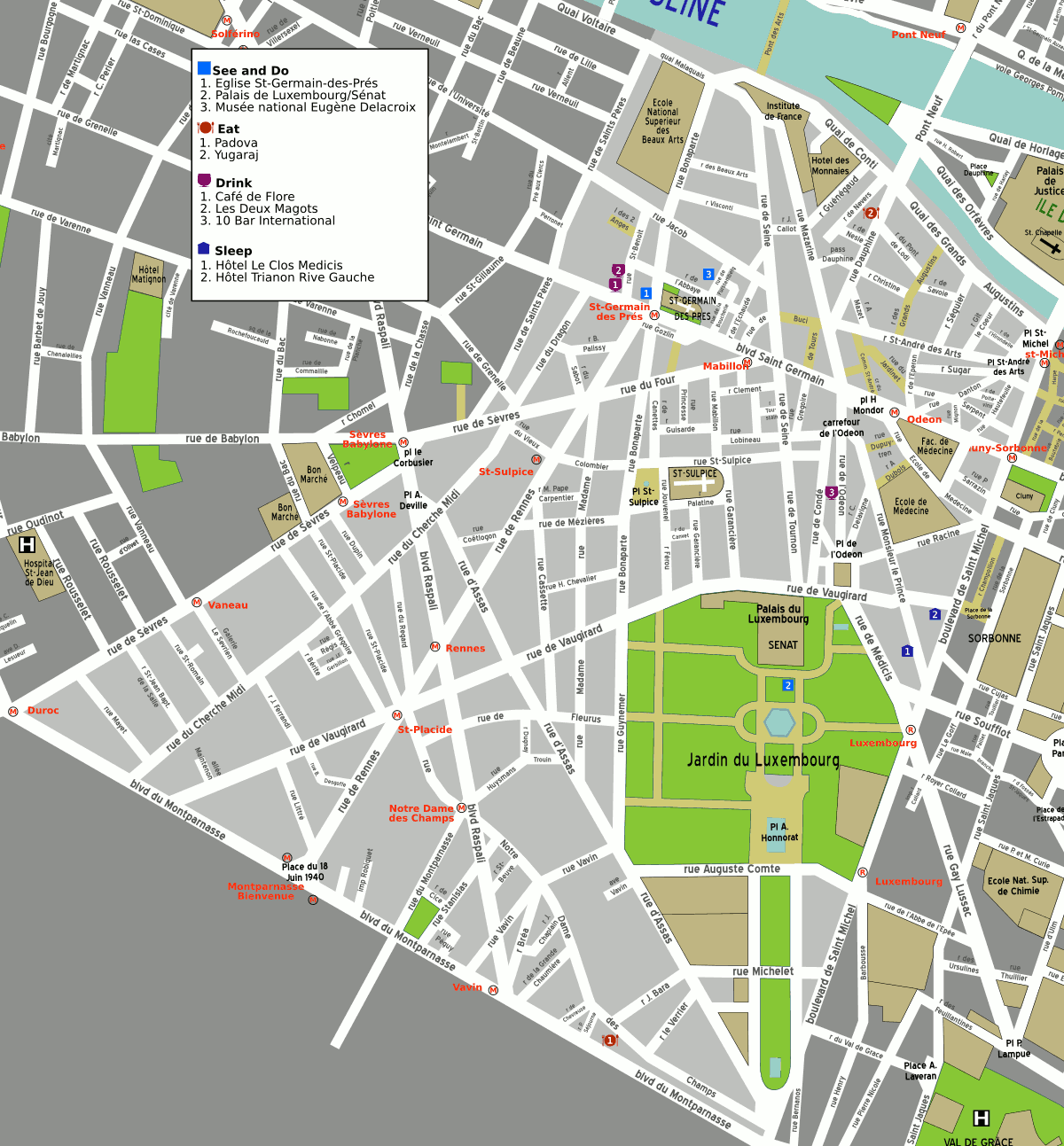
Plan du 6e arrondissement de Paris.

Cet article tente de recenser les principales œuvres d'art public du 6e arrondissement de Paris, en France.

## Liste

### Jardin du Luxembourg
Le jardin du Luxembourg possède une centaine de sculptures.
- Série des Reines de France et Femmes illustres :
  - Anne d'Autriche, Joseph Marius Ramus
  - Anne de Beaujeu, Jacques-Édouard Gatteaux
  - Anne de Bretagne, Jean-Baptiste Joseph Debay
  - Berthe, Eugène-André Oudiné (1850)
  - Blanche de Castille, Auguste Dumont
  - Clémence Isaure, Auguste Préault (1848)
  - La Comtesse de Ségur, Jean Boucher
  - Jeanne d'Albret, Jean-Louis Brian (1848)
  - Laure de Noves, Auguste Ottin
  - Louise de Savoie, Auguste Clésinger (1847)
  - Mademoiselle de Montpensier, Camille Demesmay (1848)
  - Marguerite d'Angoulème, Joseph-Stanislas Lescorné
  - Marguerite d'Anjou, Ferdinand Taluet
  - Marguerite de Provence, Honoré Jean Aristide Husson
  - Marie de Médicis, Louis-Denis Caillouette
  - Marie Stuart, Jean-Jacques Feuchère (1846)
  - La Reine Mathilde, Jean-Jacques Elshoecht (vers 1870)
  - Sainte Bathilde, Victor Thérasse (1848)
  - Sainte Clothilde, Jean-Baptiste-Jules Klagmann
  - Sainte Geneviève, Michel-Louis Victor Mercier (1845)
  - Sainte-Suzanne ou Cérès, d'après François Duquesnoy
  - Valentine de Milan, Victor Huguenin

- Artistes et personnalités :
  - Antoine Barye, François-Raoul Larche
  - Antoine Gros, Joseph Félon
  - Charles Baudelaire, Pierre-Félix Masseau
  - David d'Angers, Léon-Auguste Perrey
  - Édouard Branly, Carlo Sarrabezolles
  - Étienne Pasquier, Denis Foyatier
  - Eugène Delacroix, Alfred-Adolphe-Édouard Lepère
  - Ferdinand Fabre, Laurent Marqueste (1880)
  - François Rude, Joseph Tournois
  - Frédéric Chopin, Paul Dubois
  - Frédéric Le Play, André-Joseph Allar
  - Gabriel Vicaire, Jean-Antoine Injalbert
  - George Sand, François Sicard
  - Gustave Flaubert, Auguste Clésinger
  - Henry Murger, Henri-Théophile Bouillon
  - Ingres, Pierre Rambaud
  - Jean-Antoine Houdon, Ernest-Eugène Hiolle
  - José-Maria de Heredia, Victor Ségoffin
  - Jules Massenet, Raoul Verlet
  - Leconte de Lisle, Denys Puech (1894-1898)
  - Louis David, Jean-Baptiste Hugues
  - Louis Ratisbonne, Émile Soldi
  - Ludwig van Beethoven, Antoine Bourdelle
  - Millet, Émile Bogino
  - Montesquieu, Charles-François Lebœuf
  - Monument à Delacroix, Jules Dalou
  - Monument à Scheurer-Kestner, Jules Dalou
  - Monument à Watteau, Henri Désiré Gauquié (1896)
  - Paul Verlaine, Auguste de Niederhausern
  - Pierre Mendès France, Pierre Peignot
  - Pradier, Louis Desprez
  - Prud'hon, Gustave Joseph Debrie
  - Sainte-Beuve, Denys Puech
  - Stefan Zweig, Félix Schivo (2003)
  - Stendhal, Auguste Rodin
  - Théodore de Banville, Jules Roulleau
  - Théodore Rousseau, Henri Louis Levasseur

- Antiques, allégories et mythologie :
  - L'Acteur grec, Charles-Arthur Bourgeois
  - Archidamas, Henri Lemaire
  - La Bocca della Verità, Jules Blanchard
  - Calliope, Pelliccia
  - David vainqueur de Goliath
  - Diane à la biche, d'après l'antique
  - Il Dispetto, Jean Valette
  - L'Effort, Pierre Roche (1907)
  - Le Faune dansant, Eugène-Louis Lequesne (1851)
  - La Femme aux pommes, Jean Terzieff (1937)
  - Femme se regardant dans un miroir, Ludwig Georges Matrai
  - Flore, d'après l'antique
  - Flore, d'après l'antique
  - Flore, d'après l'antique
  - L'Hiver, attribué à Michel Anguier
  - Jeune Vendangeur, Alphonse Dumilatre
  - Joies de la famille, Horace Daillion
  - Junon, reine du ciel, d'après l'antique
  - La Liberté éclairant le monde, Auguste Bartholdi
  - Marius debout sur les ruines de Carthage, Victor Vilain
  - La Messagère, Gabriel Forestier
  - Minerve à la chouette
  - La Peinture, Jules Franceschi
  - Phidias, Aimé Millet
  - Le Poète, Ossip Zadkine
  - Psyché sous l'emprise du mystère, Hélène Bertaux
  - Le Silence, Guillaume Berthelot
  - La Source et le Ruisseau, Émile-François Chatrousse
  - Triomphe de Silène, Jules Dalou
  - Les Trois Grâces, Marthe Baumel-Schwenck
  - Velléda contemplant la demeure d'Eudore, Hippolyte Maindron (1844)
  - Vénus au dauphin, d'après l'antique
  - Vénus sortant du bain, d'après l'antique
  - Vulcain, Pierre-Charles Bridan

- Animaux :
  - Harde de cerfs écoutant le rapproché, Arthur Le Duc (1886)
  - Lion, Jean-Baptiste Henraux
  - Lion, Jean-Baptiste Henraux
  - Le Lion de Nubie et sa proie, Auguste Cain (1870)

- Hommages :
  - Le Cri, l'Écrit, Fabrice Hyber (2007)
  - Hommage aux esclaves des colonies françaises
  - Hommage aux insurgés de la Commune
  - Monument aux étudiants morts pour la patrie, Gaston Watkin (1956)
  - Stèle à la mémoire de sept combattants de la Libération, Charles Soudant

- Autres sculptures :
  - Élévation n° 14, Philippe Angot (2003)
  - Enfants supportant une vasque
  - Fontaine Médicis
  - Le Marchand de masques, Zacharie Astruc

### Jardin Marco-Polo
Dans le jardin Marco-Polo :
- Fontaine des Quatre-Parties-du-Monde, Jean-Baptiste Carpeaux et al. (1875)
- La Nuit, Charles-Alphonse-Achille Gumery
- L'Aurore, François Jouffroy (1870-1875)
- Le Crépuscule, Gustave Crauk (1870)
- Le Jour, Jean-Joseph Perraud (1870-1875)

### Autres lieux

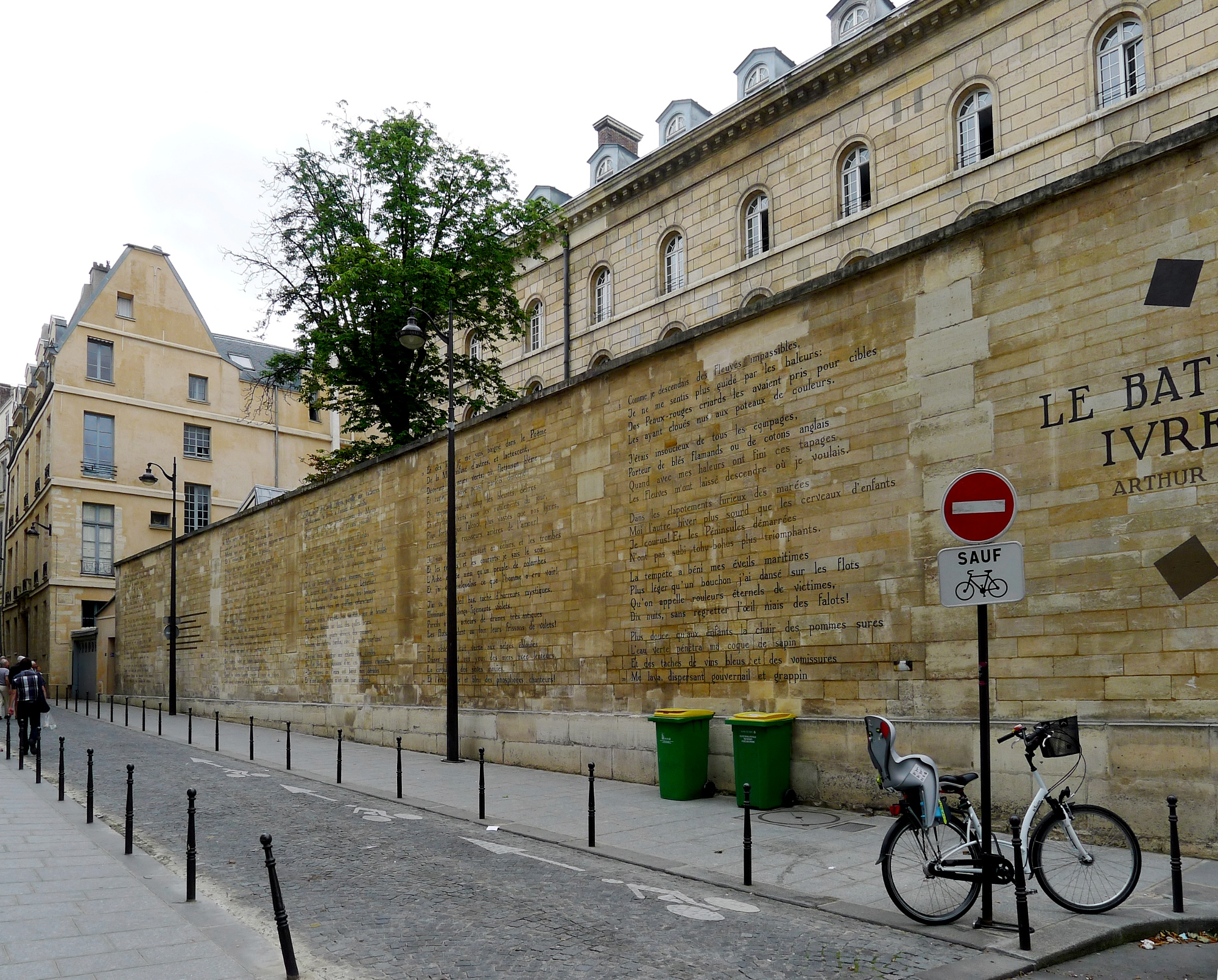
Le Bateau ivre.

- Le Bateau ivre, Jan Willem Bruins (2010, calligraphie du poème d'Arthur Rimbaud, rue Férou)
- Carolina, Marcello Tommasi (1968, square Gabriel-Pierné)
- Le Centaure, César (1985, place Michel-Debré)
- Le Combat du Centaure, Gustave Crauk (1888–1900, cour de la mairie de l'arrondissement)
- Danton, Auguste Paris (1889, carrefour de l'Odéon)
- Fontaine du Marché-aux-Carmes, Alexandre-Évariste Fragonard (1830, square Gabriel-Pierné)
- Hommage à Arago, Jan Dibbets (1994, installation de médaillons sur l'axe du méridien de Paris)
- Hommage à François Mauriac, Haïm Kern (1990, place Alphonse-Deville)
- Hommage au capitaine Dreyfus, Tim (1985, place Pierre-Lafue)

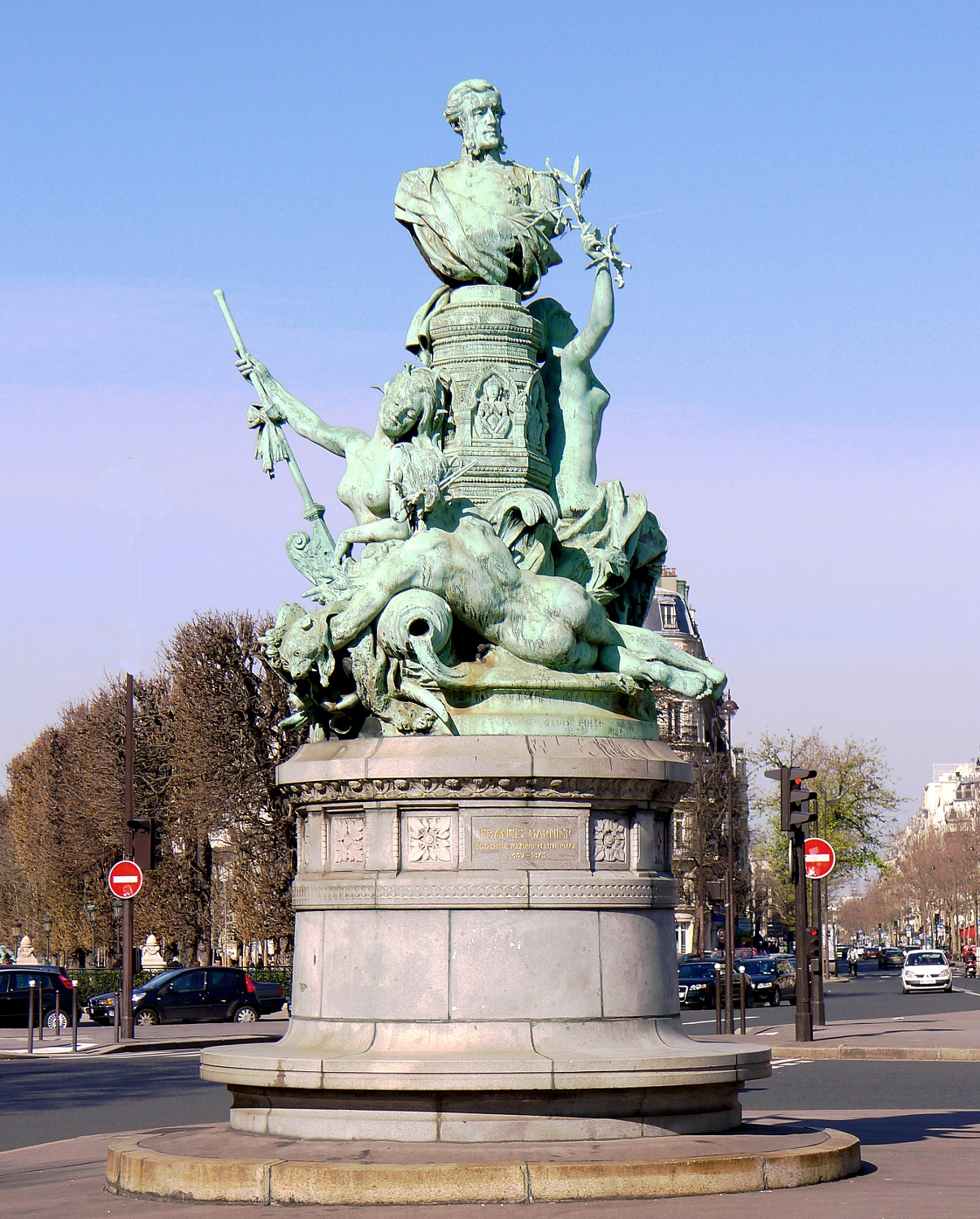
Monument à Francis Garnier.

- Monument à Francis Garnier, Denys Puech (1898, place Camille-Jullian)
- Monument à Guillaume Apollinaire, Pablo Picasso (1918–1959, square Laurent-Prache)
- Prométhée, Ossip Zadkine (1956, place Saint-Germain-des-Prés)
- La République, Jean-François Soitoux (1848–1880, quai Malaquais)
- Sous le chapeau, Andràs Lapis (1992, devant l'Institut Hongrois, rue Bonaparte ; reproduction d'un original situé à Szeged, en Serbie)
- Statue de Balzac, Auguste Rodin (1898, boulevard Raspail)
- Statue de Bernard Palissy, Louis-Ernest Barrias (1880, square Félix-Desruelles)
- Statue de Diderot, Jean Gautherin (1886, place Jacques-Copeau)
- Statue de Voltaire (square Honoré-Champion)
- Vénus des Arts, Arman (1992, rue Jacques-Callot)